# Sonya Monosoff
Sonya Monosoff (Cleveland, 11 giugno 1927) è una violinista statunitense.

## Biografia
Sonya Monosoff ha studiato violino con Louis Persinger, musica da camera con Felix Salmond e Hans Letz alla Juilliard School di New York.
All’inizio della sua carriera, Monosoff fu tra i fondatori dell'ensemble New York Pro Musica diretto da Noah Greenberg. I suoi interessi si sono indirizzati verso la prassi della musica antica con l’utilizzo di strumenti con montatura tradizionale. Nel 1963, Monosoff ha fondato e diretto un proprio ensemble, i Baroque Players of New York (poi denominato Chamber Players).
Dal 1972 al 1997 ha insegnato alla Cornell University. Dal 1974 al 1997 ha suonato nell’Amadé Trio con Malcolm Bilson (fortepiano) e John Hsu (violoncello). Monosoff ha tenuto recital di musica da camera negli Stati Uniti, Canada, Europa, Israele, Australia, Nuova Zelanda e Hong Kong. Ha insegnato e tenuto corsi di perfezionamento in diverse università americane e canadesi, ed è stata invitata dall'Università Bar-Ilan di Tel Aviv; è stata più volte invitata dall’Università di Ferrara a tenere conferenze e concerti. 
Fu la prima interprete moderna a registrare le Sonate del Rosario (1674 ca) e le 8 Sonate (1681) di Heinrich Ignaz Franz Biber.

## Scritti
- Biagio Marini, Virtuoso of Brescia, in Violinspiel und Violinmusik in Geschichte und Gegenwart, a cura di V. Schwarz, Vienna,  Universal Edition, 1975, pp. 120-122
- Viva the Early Violin, in «The Journal of the Violin Society of America», 3/1, 1977, pp.  17–21
- Symposium: The Past and Present Baroque Bow, in «The Journal of the Violin Society of America», 3/4, 1977, pp.  35–86
- Violin Fingering [recensione di Violin fingering in the 18th century di Peter Walls], in «Early Music», 13, febbraio 1985, pp. 76–79
- Violinistic Challenges in the Sonatas, Opus V, of Arcangelo Corelli, in Studi corelliani a cura di Pierluigi Petrobelli e Gloria Staffieri, Atti del quarto congresso internazionale (Fusignano, 4-7 settembre 1986), Volume 22 di Quaderni Rivista italiana di musicologia, Vol. 4, 1990, pp. 155 e segg.
- The Role of Early Music in Modern Violin Teaching, in «American String teacher Association», Vol. 33 n. 4, 1983, pp. 33-39

in collaborazione
- William Salchow-Joseph Siegelman-Sergiu Luca-Sonya Monosoff, Symposium: The Performer and the Bow, in «Journal of the Violin Society of America», 3, 1977, pp. 11–34
- Malcolm Boyd-Sonya Monosoff, Violoncello: evolution, technology, interpreters and repertoire of the cello, in The Violin Family (a cura di David Boyden), New York, Norton, 1989, p. 315